# Юсипов, Роман Андреевич
 Роман Андреевич Юсипов (род. 18 сентября 1991) — российский борец греко-римского стиля, призёр чемпионатов России, обладатель Кубка Европейских наций в команде.

## Карьера
В июне 2014 года в Раменском завоевал бронзовую медаль чемпионата России. В марте 2015 года в Санкт-Петербурге во второй раз стал бронзовым призёром чемпионата России. В ноябре 2015 года стал обладателем Кубка Европейских наций в Москве. В октябре 2016 года в турецком Чоруме стал бронзовым призёром чемпионата мира среди студентов.

## Спортивные результаты
- Чемпионат России по греко-римской борьбе 2014 — ;
- Чемпионат России по греко-римской борьбе 2015 — ;
- Кубок Европейских наций 2015 (команда) — ;
- Чемпионат мира по борьбе среди студентов 2016 — ;